# Tambovka (Amuri terület)
Tambovka (oroszul: Тамбовка) falu Oroszország ázsiai részén, az Amuri területen, a Tambovkai járás székhelye. Népessége: 7613 fő (a 2010. évi népszámláláskor).

## Elhelyezkedése
Blagovescsenszk területi székhelytől 42 km-re délkeletre, a Gilcsim (az Amur mellékfolyója) jobb partján helyezkedik el. Utak találkozásánál fekszik: a Blagovescsenszkből Rajcsihinszkbe vezető országutat itt keresztezi az Amur-parti Konsztantyinovkát a transzszibériai vasútvonal Jekatyerinoszlavka állomásával összekötő közút.

## Története
Az első néhány orosz parasztcsalád 1873-ban telepedett le a területen. Elsőként – vagy talán nem elsőként, de többségében – az európai országrész Tambovi kormányzóságából érkeztek, ezért nevezték el a falut Tambovkának. Hivatalosan 1875-ben jegyezték, amikor – egy 1861-ben kelt rendeletnek megfelelően – már legalább tizenöt család élt a településen. A második nagy áttelepülési hullám 1896-ban érkezett, nekik is bőven jutott megművelhető szabad földterület. A falu és a környék lakói földműveléssel és állattartással (juh, szarvasmarha) foglalkoztak. A telepesek többsége molokán volt (a déli Amur-vidék több más falujában is). Egy 1900-as években az Amur-vidéket kutató expedíció feljegyzései szerint: „Az Amuri területen a molokánok terjesztették el a földművelést, úgyszintén a gabonaőrlést és a gőzhajózást.” A molokánokon kívül duhobor és baptista gyülekezet is volt.
A japán-orosz háború idején hirtelen megnőtt a búza és más gabonafélék iránti igény, Tambovka és több környékbeli falu tehetősebb gazdasága meggazdagodott. 1907-ben gabonaőrlő gazdasági társaság alakult, amely gőzmalmot épített, és a társaság amerikai gyártású mezőgazdasági gépeket is árusított. Minthogy ezt a vidéket a vasútvonal építése elkerülte, Blagovescsenszk és Habarovszk között 1904-1910 között 880 km hosszú kocsiút épült, és a Tambovkán át vezető szakasz lett a falu főútja. Az első világháború kitörése után erről a vidékről is sok ezer embert behívtak katonának, és a gazdaságok pusztulásnak indultak. Ez a  folyamat az 1917-es fordulat után felerősödött. A polgárháború idején, 1920-ig a vidék a japánok kezére került. Tambovka 1926 óta járási székhely.